# 比嘉保彦
比嘉 保彦（ひが やすひこ、1867年 - 1937年12月11日）は沖縄県出身の日本メソジスト教会所属の牧師である。

## 生涯
読谷山尋常高等学校で小学校の校長をしていたが、3人の子供を2年間のうちに亡くす。自分の子供の連続した死を、ユタに不運の解明と将来を占わせていたが解決はなかった。
1903年に大阪で開催された内国勧業博覧会に行き、キリスト教伝道館に入り、キリスト教の説教を聴いて感銘を受けて、地元沖縄でも教会に通うようになった。那覇メソジスト教会の立て看板に書かれていたマタイ福音書11章28節に心を引きつけられ、クリスチャン医師の勧めで牧師を訪ねて以来、キリスト教を受け入れ1902年に洗礼を受けた。読谷村の自宅を開放して熱心に伝道した。
校長在職10年の恩給がもらえる一ヶ月前に、召命を受けて校長職を辞した。牧師になるために長崎市の日本メソジスト教会の神学校の一つである鎮西学院神学部に学び、1907年の卒業後は自宅に日本メソジスト教会読谷山教会を設立した。最初の洗礼式で、日本プロテスタント史上最高の109名が洗礼を受けた。わずかの期間で、20名ほどの会員が100名以上になった。
洗礼を受けても読み書きができずに聖書を読めない信徒が大勢いたので、教会で読み書きを教えた。その中の一人が、上原愛子である。しかし、当時牧師は巡回制だったので、すぐに本多庸一監督の指示で、首里教会に転任した。その後沖縄各地を牧会伝道して、1937年に死去した。